# Tanjakan (Krangkeng)
Tanjakan is een bestuurslaag in het regentschap Indramayu van de provincie West-Java, Indonesië. Tanjakan telt 4038 inwoners (volkstelling 2010).